# 二見一樹
二見一樹（日语：／ Futami Kazuki，1985年8月16日—），日本演員。因出演特攝劇《铁甲小宝》中高園寺讓而被中國觀眾熟知。

## 主要演出作品

### 特攝劇
- 超力戰隊王連者（朝日電視臺，1995年出品），飾演。

- 铁甲小宝（朝日電視臺，1997年2月 - 1998年3月），飾演高園寺讓。

### 電影
- 魔斯拉，飾演後藤大樹。[1][2]

- 無語問蒼天，日本語配音

### 劇場版
- 铁甲小宝 聖誕大決戰，飾演高園寺讓。